# Torfkaute - Bannholz von Dornheim-Wolfskehlen
Die Torfkaute - Bannholz von Dornheim-Wolfskehlen ist ein Naturschutzgebiet in den Gemarkungen Dornheim, Wolfskehlen und Büttelborn im Kreis Groß-Gerau in Südhessen. Es wurde mit Verordnung vom 7. August 1979 ausgewiesen.

## Lage
Das Naturschutzgebiet liegt östlich von Dornheim und Wolfskehlen und etwa zwei Kilometer westlich von Griesheim. Es erstreckt sich in Süd-Nord-Richtung entlang ehemaliger Flussbetten des Altneckars. Die Fläche des Schutzgebietes beträgt 149,8025 Hektar. Das Naturschutzgebiet ist Teil des EU-Vogelschutzgebietes „Hessische Altneckarschlingen“ (6217-403). Im mittleren Bereich überschneidet es sich mit dem FFH-Gebiet „Kiesgrube beim Weilerhof nordöstlich Wolfskehlen“ (6117-310).

## Schutzzweck
Mit der Unterschutzstellung sollen die in dem gut erhaltenen Altneckarbett vorkommenden naturnahen Bruchwälder geschützt werden. Sie bilden den Lebensraum für seltene Pflanzengesellschaften und zahlreiche Vogelarten.